# Cavalo peruano de passo
O Cavalo peruano de passo é uma raça equina natural do Peru descendente dos cavalos introduzidos durante a conquista e os primeiros anos do vice-reino. Esta raça esta protegida pelo Decreto Ley peruano número 25.919 do 28 de novembro de 1992 e têm sido declarado raza caballar propia del Perú (raça equina propria do Peru) pelo Instituto Nacional de Cultura do Peru. O Ministério de Comércio Exterior dispôs que se celebrará cada terçer domingo de abril de cada ano seu dia. y producto de bandeira pelo Ministério de Comércio Exterior e Turismo em abril de 2013